# 신라어
신라어(新羅語)는 삼국시대와 남북국시대의 국가인 신라에서 사용된 고대 한국어의 방언이다.

## 연구

### 신라어 기반 가설
신라어 및 백제어가 고구려의 언어와 구별되는 언어였다는 주장은 구스타브 욘 람스테트와 고노 로쿠로(河野六郎)가 제시한 계통도에 이기문이 1967년 논문에서 발전시킨 내용을 기반으로 한다.
신라어 기반 가설에서는 고구려의 언어를 백제나 신라와 다른 계통에 속한 이질적인 언어로 구분하나, 각 세력이 사용했던 언어는 음운 체계와 문법 구조가 일치한다. 고구려어와 고려어 역시 어휘적 측면에서 유사하며 문법 구조가 일치한다.
현대 한국어가 신라어에서 기반한다는 가설은 고구려어의 이질어설과 함께 제시된다. 신라어가 한(韓)계에 속한 언어이고, 고구려어는 부여계 언어이므로 이들은 같은 언어 내에서의 방언적 차이가 아닌 언어적으로 완전히 이질적이라는 것이 고구려어의 이질어설과 함께 제시되는 논거이다. 박종덕은 이를 이기문 등의 연구자가 고노 로쿠로의 주장을 따른 것으로 여겼는데, 그 내용으로 다음을 들었다.
王姓夫余氏號於羅瑕民呼為鞬吉支夏言並王也妻號於陸夏言妃也
왕의 성은 부여씨이며 於羅瑕라고 불렀고, 민간에서는 鞬吉支라고 불렀다. 이는 하나라 말로 왕이라는 뜻이다. 그 처는 於陸이라 불렀는데 이는 하나라 말로 왕비이다.

《주서》 이역전 백제의 조의 기재는 명백히 지배자와 피지배자와의 사이에 언어적 상위가 있었다는 것을 보여주는 것이다. 즉 지배자의 언어는 부여계에 속하는 언어이며 피지배자의 언어는 한어(韓語)였다고 생각된다.— 《朝鮮方言學試攷》 京城:京都書店, 261p.

하지만 주서 백제의 조 어느 부분에도 지배자의 언어와 피지배자의 언어에 대한 언급이 없는데, 고노 로쿠로가 이들 언어가 달랐다는 생각을 전제로 하고 해당 문헌을 풀이했기 때문이라고 보았다. 부여계 언어와 한계의 언어가 상이함을 보여 주는 근거라고 가정해도, 이를 계통을 달리하는 언어적 차이라고 단정지을 순 없다는 점은 김방한이 1980년 한국어계통연구서설을 통해 지적하였다.
한편, 해당 자료가 고구려, 백제, 신라의 언어가 이질적인 언어가 아님을 설명한다고 보고 이숭녕, 류렬, 김병제 등은 삼국의 언어가 의사소통에 장애가 없는 언어라는 주장을 지지했다.

## 같이 보기
- 한국어족
- 고구려어
- 백제어

## 참고 자료
- 박종덕 (2011년 8월). “한국어 형성에서 신라어 기반 가설에 관한 담론 재고”. 《동아시아고대학》 (동아시아고대학회): 1-30. (구독 필요).
- 김방한 (1980년 6월). “韓國語系統研究序說”. 《동아문화》 (서울대학교 동아문화연구소) (17): 3-43.